# Makrán

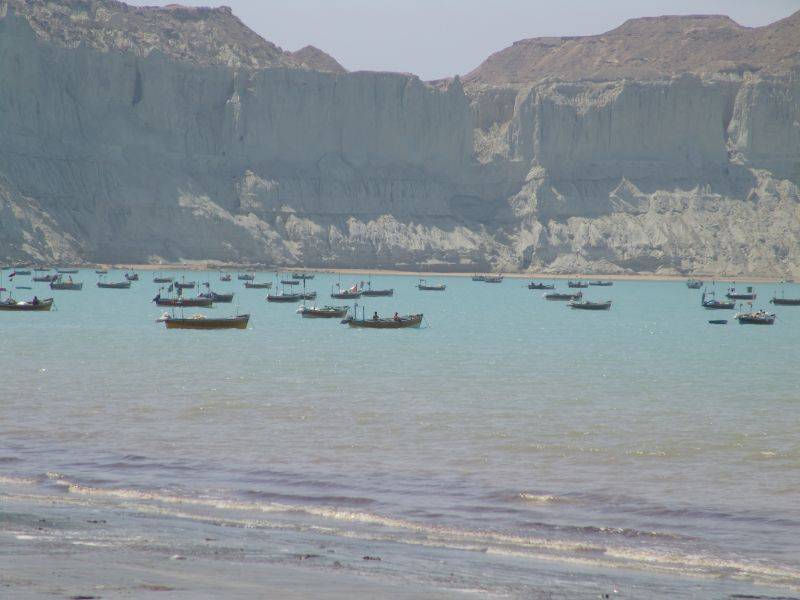
Makránské pobřeží nedaleko Gvádaru

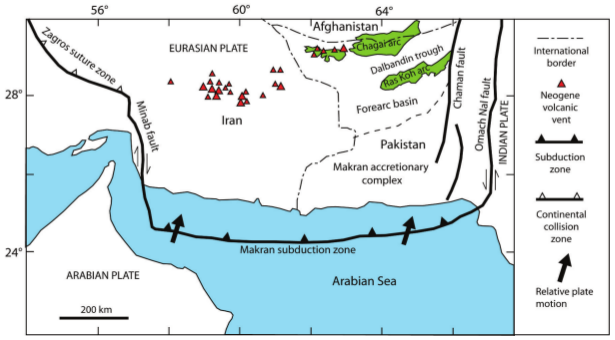
Mapa

Makrán nebo Mekrán je oblast podél Arabského moře, která náleží k íránské provincii Sístán a Balúčistán a k pákistánskému Balúčistánu. Pobřežní pás se táhne v délce téměř tisíc kilometrů od Džasku na západě po Karáčí na východě. Oblast se vyznačuje nedostatkem srážek a polopouštním charakterem, je velmi řídce osídlená, pouze v oázách vznikla města jako Čáhbahár, Turbat, Gvádar nebo Pasní. Hlavními zdroji obživy obyvatel jsou pastevectví a rybolov, v zavlažovaných oblastech podél řek Dašt a Rachšán se pěstuje datlovník pravý a čirok. Směrem do vnitrozemí se prudce zvedají horská pásma rovnoběžná s pobřežím, dosahující nadmořské výšky přes dva tisíce metrů. Hlavní dopravní tepnou je Makran Coastal Highway.

## Historie
Ve starověku byli zdejší obyvatelé nazývaní Ichtyophagoi (pojídači ryb). Achaimenovská říše zde zřídila satrapii Maka, v helénistickém období byla oblast součástí Gedrósie. Ve středověku zde vládli Saffárovci a Ghaznovská říše, Marco Polo se o regionu zmiňuje jako o indickém království Kesmatora (podle řeky Kéč a názvu Makrán). Safíovci připojili západní část Makránu k Persii, kdežto na východě vznikly domorodé státy Makrán a Las Bela jako součást Britské Indie, důležitý přístav Gvádar byl enklávou Ománu, která byla k Pákistánu připojena až roku 1958.